# Halysidota cinctipes
Halysidota cinctipes là một loài bướm đêm thuộc phân họ Arctiinae, họ Erebidae.